# Roses (bài hát của The Chainsmokers)
"Roses" là một bài hát của bộ đôi DJ người Mỹ The Chainsmokers. Nó là đĩa đơn thứ hai từ EP đầu tay của họ, Bouquet vào ngày 16 tháng 6 năm 2015. Bài hát được viết và được góp mặt giọng ca của ca sĩ người Mỹ Elizabeth Roze Mencel, thường được biết đến với nghệ danh Rozes.

## Bối cảnh
Trong một buổi phỏng vấn với Mike Wass của Idolator, The Chainsmokers nói: "Chúng tôi luôn thấy bài hát này đặc biệt. Khi mà bạn muốn nghe đi nghe lại bài hát mà mình vừa làm xong, bạn sẽ biết là bạn đã có gì đó rồi. Bạn sẽ phải đưa nó ra và để mọi người nghe thử để quyết định xem nó là cái gì và nó không phải là cái gì. Khi chúng tôi đăng bài hát lên, nó nhận được cực nhiều phản hồi tích cực. Như thế chưa có nghĩa là nó là bản hit nhưng chúng tôi biết nó là một bài hát đặc biệt. Tôi nghĩ nó chắc chắn có một cảm giác Chainsmokers trong đó, nhưng trong đó cũng có nhiều ảnh hưởng khác (Taylor Swift, Max Martin) trong lúc sản xuất. Nhưng tôi nghĩ đó chính là những gì hay về nó và là lý do tại sao mọi người thích nó vì nó không giống như những gì đang phát trên radio bây giờ. Nhưng nó rất bắt tai và dễ nghe. Tôi nghĩ nó khá là mới mẻ."

## Danh sách bài hát
| Tải kỹ thuật số | Tải kỹ thuật số             | Tải kỹ thuật số |
| STT             | Nhan đề                     | Thời lượng      |
| --------------- | --------------------------- | --------------- |
| 1.              | "Roses" (hợp tác với Rozes) | 3:46            |

| Remixes EP | Remixes EP                                      | Remixes EP |
| STT        | Nhan đề                                         | Thời lượng |
| ---------- | ----------------------------------------------- | ---------- |
| 1.         | "Roses" (hợp tác với Rozes) (The Him Remix)     | 2:57       |
| 2.         | "Roses" (hợp tác với Rozes) (Zaxx Remix)        | 3:10       |
| 3.         | "Roses" (hợp tác với Rozes) (King Arthur Remix) | 3:04       |
| 4.         | "Roses" (hợp tác với Rozes) (Loosid Remix)      | 3:45       |

## Bảng hạng và chứng nhận
| Bảng xếp hạng (2015–16)                       | Vị trí xếp hạng cao nhất |
| --------------------------------------------- | ------------------------ |
| Úc (ARIA)                                     | 5                        |
| Áo (Ö3 Austria Top 40)                        | 18                       |
| Bỉ (Ultratop 50 Flanders)                     | 31                       |
| Bỉ (Ultratop 50 Wallonia)                     | 22                       |
| Canada (Canadian Hot 100)                     | 6                        |
| Cộng hòa Séc (Rádio Top 100)                  | 13                       |
| Cộng hòa Séc (Singles Digitál Top 100)        | 9                        |
| Denmark (Tracklisten)                         | 29                       |
| Phần Lan (Suomen virallinen lista)            | 18                       |
| Pháp (SNEP)                                   | 35                       |
| Đức (GfK)                                     | 24                       |
| Ireland (IRMA)                                | 19                       |
| Ý (FIMI)                                      | 42                       |
| Latvia (Latvijas Top 40)                      | 5                        |
| Lebanon (Lebanese Top 20)                     | 9                        |
| Hà Lan (Dutch Top 40)                         | 15                       |
| Hà Lan (Single Top 100)                       | 18                       |
| New Zealand (Recorded Music NZ)               | 8                        |
| Na Uy (VG-lista)                              | 8                        |
| Slovakia (Singles Digitál Top 100)            | 8                        |
| Thụy Điển (Sverigetopplistan)                 | 13                       |
| Thụy Sĩ (Schweizer Hitparade)                 | 20                       |
| Anh Quốc (OCC)                                | 16                       |
| Anh Quốc Dance (OCC)                          | 7                        |
| Hoa Kỳ Billboard Hot 100                      | 6                        |
| Hoa Kỳ Adult Pop Airplay (Billboard)          | 26                       |
| Hoa Kỳ Dance Club Songs (Billboard)           | 11                       |
| Hoa Kỳ Hot Dance/Electronic Songs (Billboard) | 1                        |
| Hoa Kỳ Pop Airplay (Billboard)                | 3                        |
| Hoa Kỳ Rhythmic (Billboard)                   | 4                        |

| Bảng xếp hạng (2015)                          | Vị trí xếp hạng |
| --------------------------------------------- | --------------- |
| Hoa Kỳ Hot Dance/Electronic Songs (Billboard) | 25              |

## Chứng nhận
| Quốc gia                                                                                             | Chứng nhận       | Số đơn vị/doanh số chứng nhận |
| --- | ---------------- | ----------------------------- |
| Úc (ARIA)                                                                                            | 5× Bạch kim      | 350.000‡                      |
| Áo (IFPI Áo)                                                                                         | Vàng             | 15.000‡                       |
| Bỉ (BEA)                                                                                             | Vàng             | 10.000‡                       |
| Brasil (Pro-Música Brasil)                                                                           | 3× Bạch kim      | 180.000‡                      |
| Canada (Music Canada)                                                                                | 9× Bạch kim      | 720.000‡                      |
| Đan Mạch (IFPI Đan Mạch)                                                                             | Bạch kim         | 90.000‡                       |
| Đức (BVMI)                                                                                           | Bạch kim         | 300.000‡                      |
| Ý (FIMI)                                                                                             | 2× Bạch kim      | 100.000‡                      |
| México (AMPROFON)                                                                                    | 3× Bạch kim+Vàng | 210.000‡                      |
| Hà Lan (NVPI)                                                                                        | Bạch kim         | 20.000‡                       |
| New Zealand (RMNZ)                                                                                   | 2× Bạch kim      | 30.000*                       |
| Na Uy (IFPI)                                                                                         | Bạch kim         | 40.000‡                       |
| Ba Lan (ZPAV)                                                                                        | 2× Bạch kim      | 40.000‡                       |
| Tây Ban Nha (PROMUSICAE)                                                                             | Vàng             | 20.000‡                       |
| Thụy Điển (GLF)                                                                                      | 4× Bạch kim      | 80.000‡                       |
| Anh Quốc (BPI)                                                                                       | Bạch kim         | 600.000‡                      |
| Hoa Kỳ (RIAA)                                                                                        | 6× Bạch kim      | 6.000.000‡                    |
| * Chứng nhận dựa theo doanh số tiêu thụ. ‡ Chứng nhận dựa theo doanh số tiêu thụ và phát trực tuyến. |                  |                               |